# 暑寒別岳

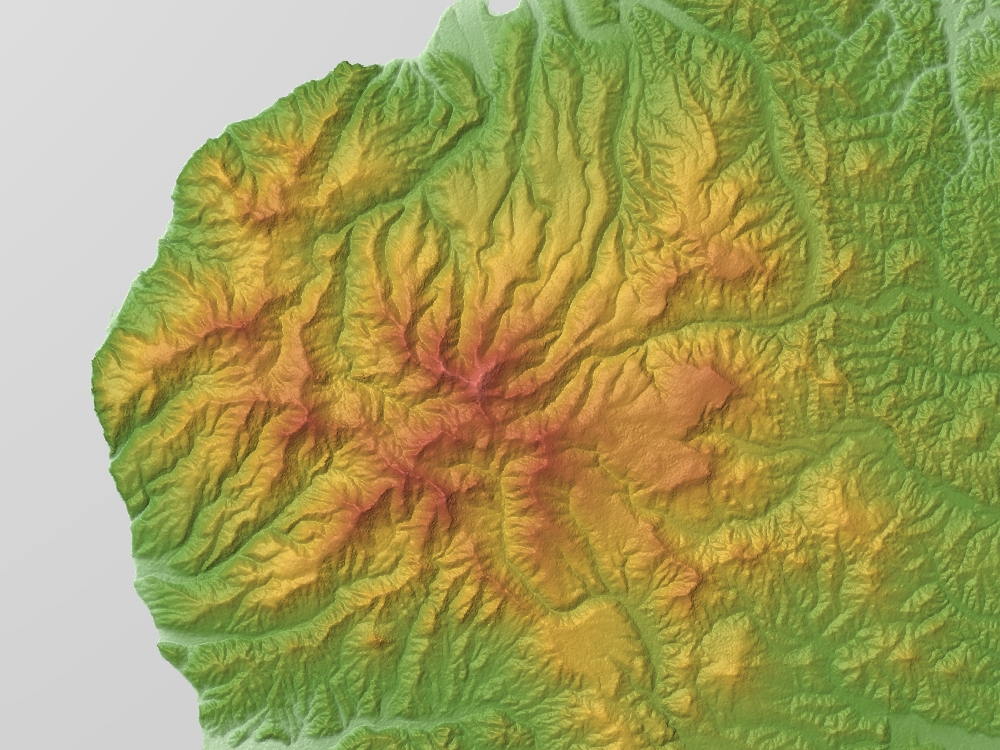
増毛山地の地形図
中央の高峰が暑寒別岳

暑寒別岳（しょかんべつだけ）とは、北海道空知総合振興局西部と、留萌振興局東部の3郡4町にまたがる、標高1492mの山。

## 概要
暑寒別天売焼尻国定公園内にあり、群別岳、浜益岳、雄冬岳、南暑寒岳などとともに暑寒別連峰を形成しその主峰になっている。増毛山地も参照。
一説には第四紀に誕生した火山といわれている。山名の由来はアイヌ語で「滝の上にある川」を意味する「ソー・カ・アン・ペツ」より。冬の季節風が厳しいため積雪が多く、初夏でも残雪が多い。山頂には一等三角点（点名は「暑寒岳」）が設置されており、平成20年の三角点標高改訂により1491.4mを1491.6mに変更された。日本二百名山、および北海道百名山と北海道の百名山に選定されている。
暑寒別岳を源流とする河川には、北側の暑寒別川、箸別川、信砂川、東側の恵岱別川、尾白利加川、南西側の徳富川がある。

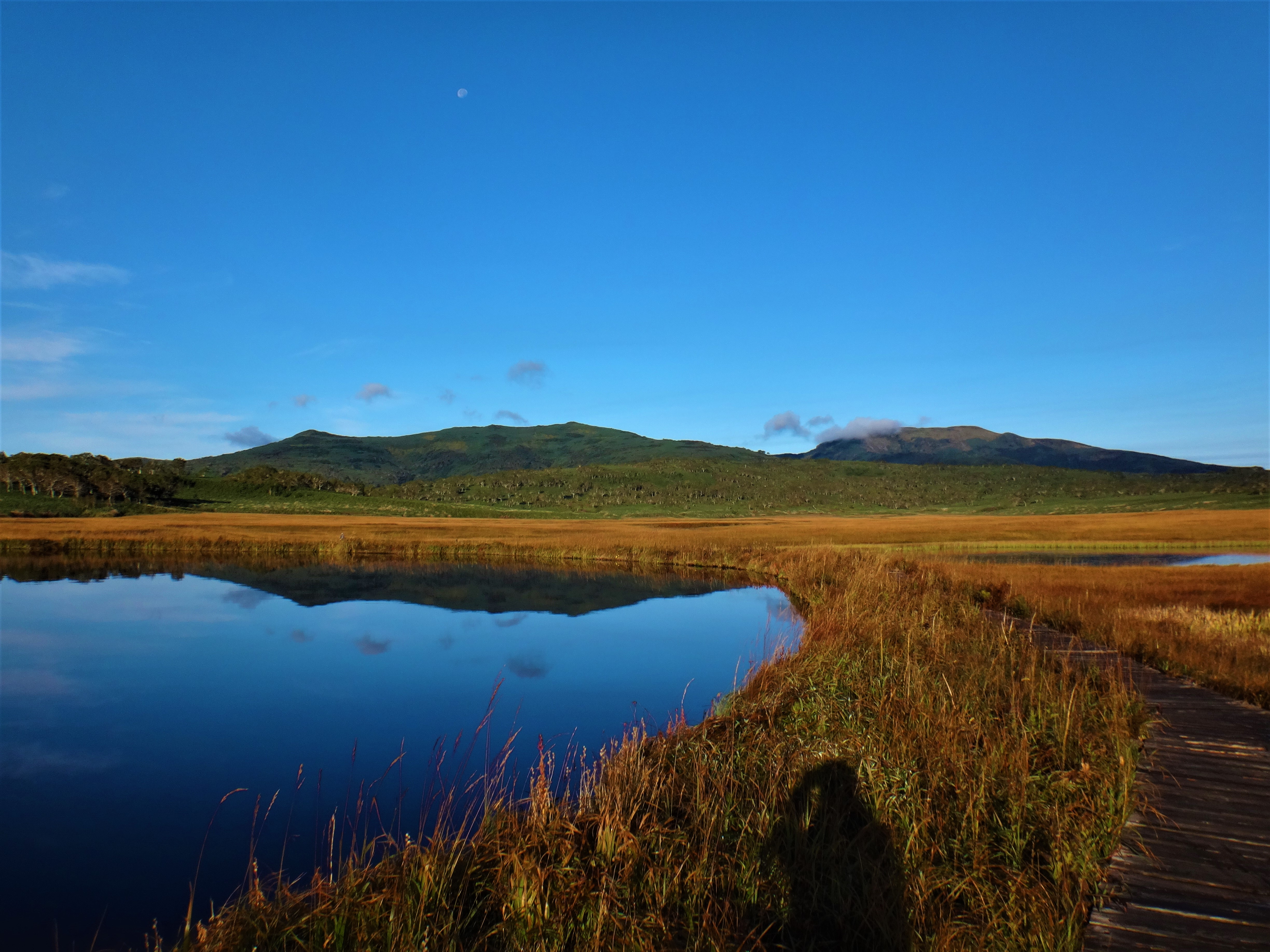
東から望む雨竜沼湿原、
南暑寒岳（右）、暑寒別岳（左）

## 登山

### 登山道
- 登山口は増毛町側の暑寒荘か箸別、もしくは雨竜町側の南暑寒荘から登山をする。
- 雨竜町側から登った場合は白竜ノ滝を経て、「北海道の尾瀬」とも呼ばれる雨竜沼湿原の中を通る。

## 増毛町暑寒野営場
山麓の増毛町暑寒沢に6月上旬から10月下旬まで開設される増毛町暑寒野営場がある。

## ギャラリー

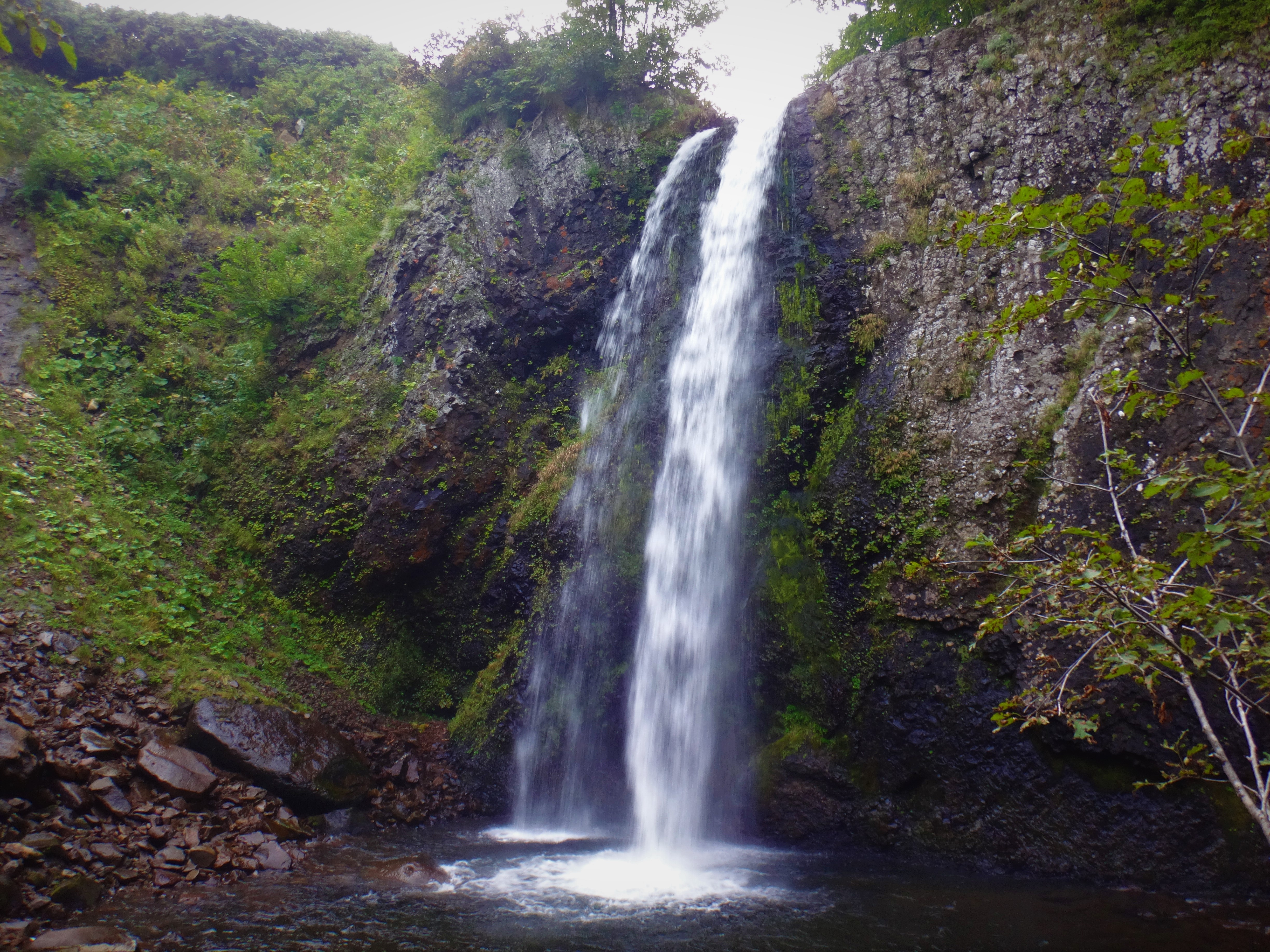
白竜ノ滝
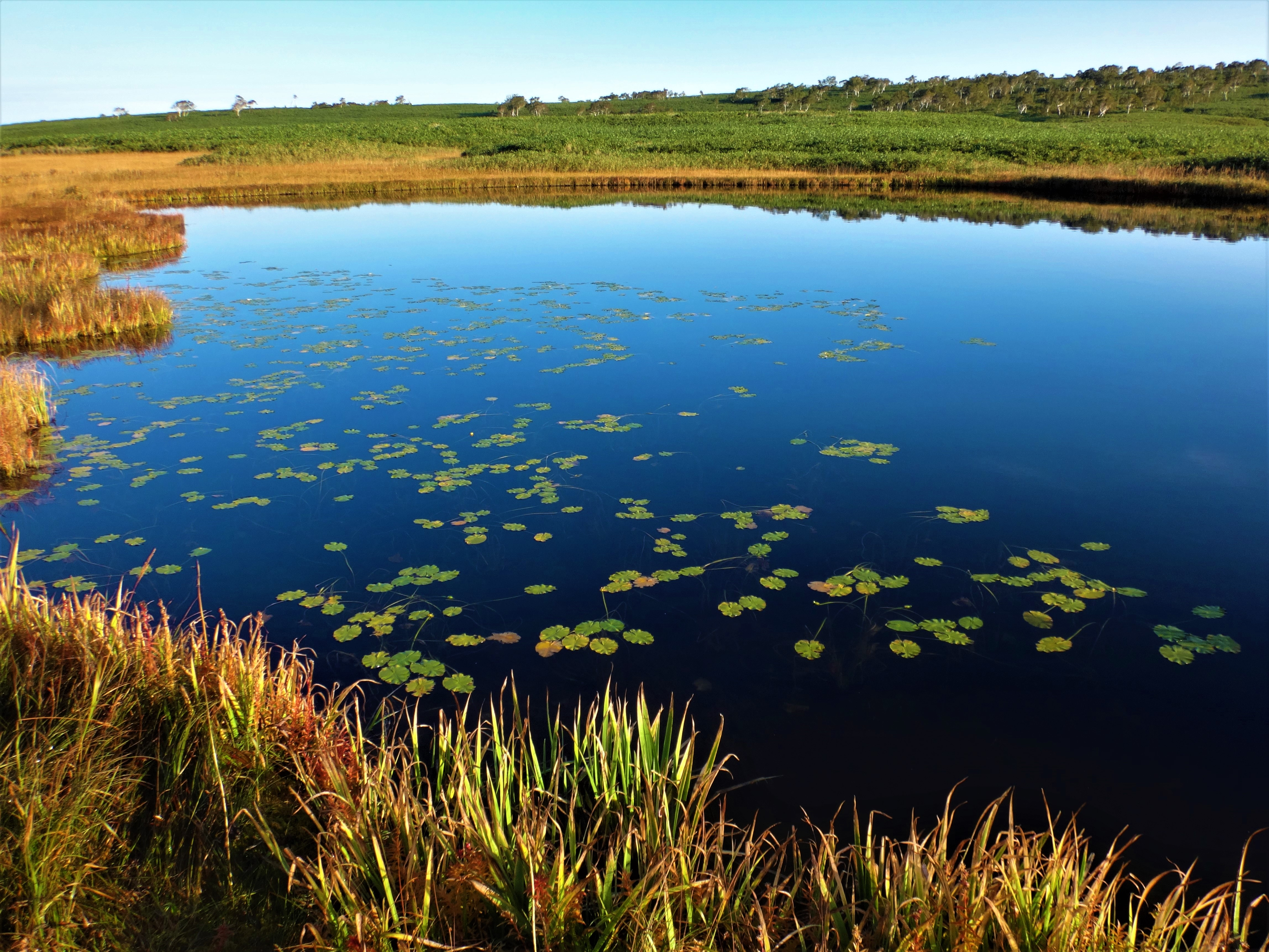
雨竜沼湿原
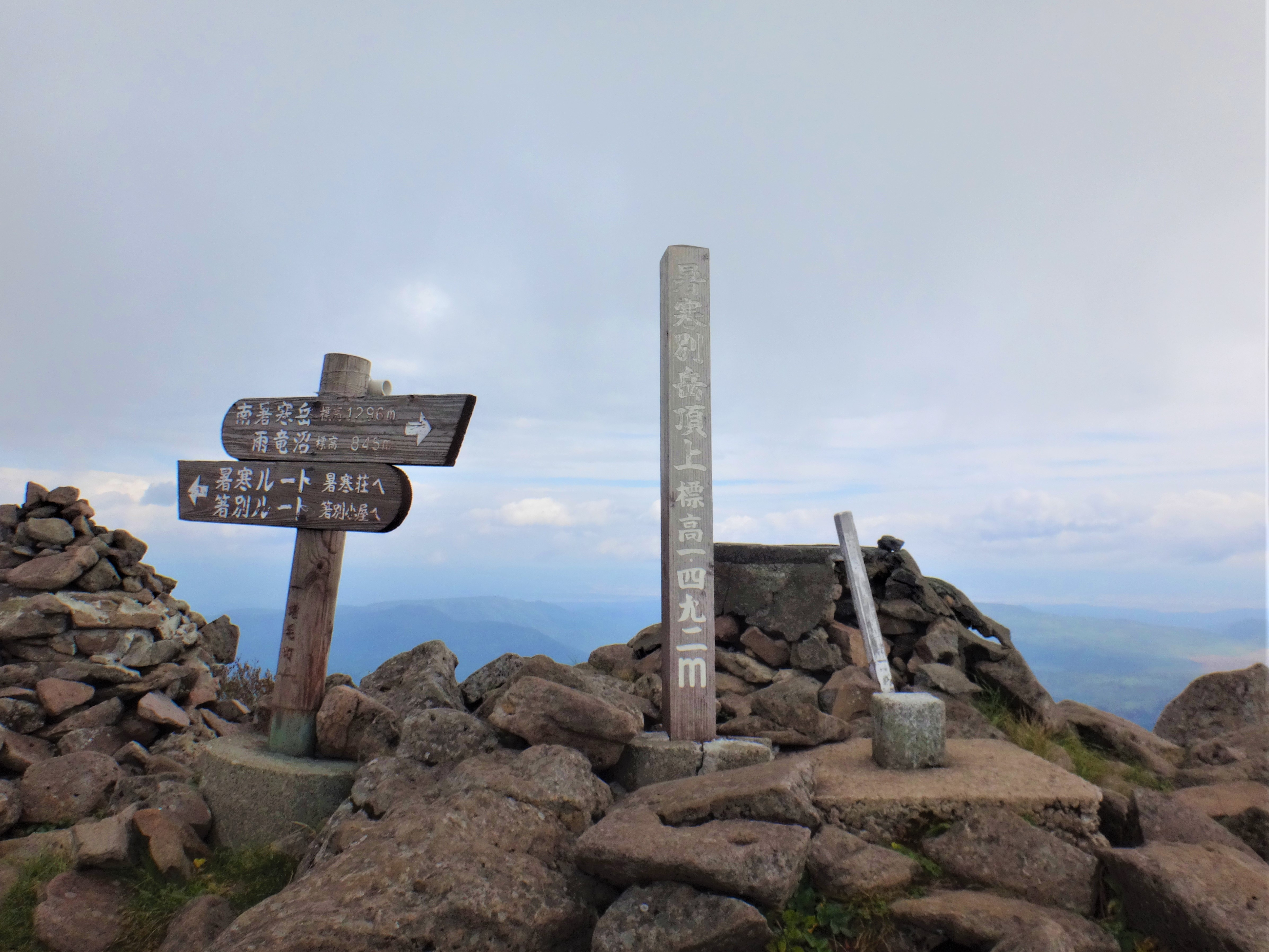
暑寒別岳山頂
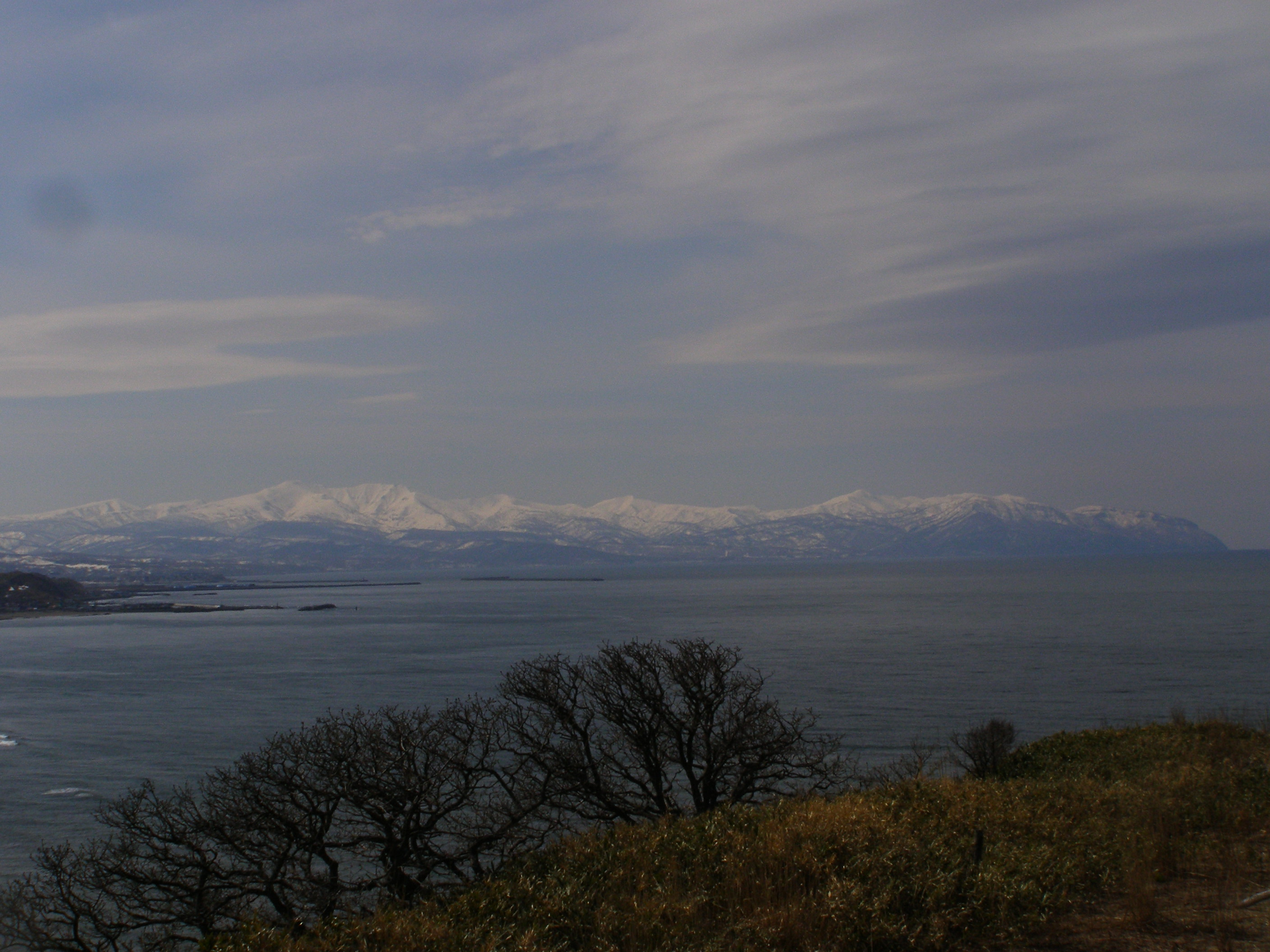
北北東から望む増毛山地、左寄側に主峰の暑寒別岳